# 近藤真弓
近藤 真弓（こんどう まゆみ、1955年 - 2011年3月16日）は、日本のコラージュキルト作家。愛知県渥美郡赤羽根町（現在の田原市）出身。アルミ缶やプルトップを用いたコラージュや農作業に使う寒冷紗やガーゼを染めて作品に用いるなどユニークな素材を使った作品が多い。

## 来歴
1955年（昭和30年）、愛知県渥美郡赤羽根町に生まれる。1987年に自宅で学習塾を開き、その傍ら独学でキルトを学ぶ。1995年頃より農業をやりながらキルトのコンテストに出品し、多数受賞。生涯にわたって作成した作品は100点以上あるが、作成後、人に贈呈することが多く、手元にはほとんど残っていなかった。
2010年に病気療養のため福島県郡山市で過ごす。2011年3月にがんにより55歳の生涯を終える。遺言で作品はオークションにかけられ、収益金は東日本大震災の被災地に寄付されることになったため、散逸する前に地元の人に見てもらおうと追悼企画展が開催された。
2011年11月に遺族が田原市と田原市議会に遺作を一点ずつ（「ＬＩＶＩＮＧＴＯＧＥＴＨＥＲ」と「アルカイックスマイル」）を寄贈した。

## 作品展
- 最初で最後の近藤真弓作品展（2001年3月17日 - 5月7日）
- コラージュキルト展 in 田原（2011年5月5日 - 7日、田原文化会館）
- コラージュキルト展 in 豊橋（2011年8月30日 - 9月5日、田原市こども未来館ここにこ）

## 受賞作品の一部
- 「朝焼けの劇場」1995年制作　砂浜美術館大賞
- 「お星さまさきました」1996年制作　播州織コンテストグランプリ
- 「翼をください」1999年制作　ユザワヤ創作大賞展タペストリー部門大賞
- 「自然の中の思い出」2000年制作　ＹＯＫＯＨＡＭＡブラザー大賞
- 「母と子」2000年制作　ブラザーＨＣブラザー大賞
- 「おともだち」2001年制作　高島屋第１回ミニキルトコンテスト総合グランプリ
- 「早朝のアルカイックスマイル」2001年制作　第１１回キルトジャパングランプリ
- 「収穫のとき」2002年制作　キルトジャパン金賞
- 「ＡＧＡＩＮ」2003年制作　キルトジャパングランプリ
- 「ぴ～すぴ～す」2003年制作　第１回広島平和パッチワークキルトグランプリ賞
- 「循環」2003年制作　ＹＯＫＯＨＡＭＡミニキルトコンテンポラリー部門グランプリ
- 「リサイクルバッグ（Ⅲ）」2003年制作　ＹＯＫＯＨＡＭＡバッグの部（２点）最優秀賞